# 坎蒂亚诺
坎蒂亚诺（義大利語：Cantiano），是意大利佩萨罗-乌尔比诺省的一个市镇。总面积83.1平方公里，人口2433人，人口密度29.3人/平方公里（2008年）。ISTAT代码为041008。